# Charles Loyseau
Charles Loyseau (ur. 1566 w Nogent-le-Roi, niedaleko Chartres, zm. 1627 w Paryżu) – francuski prawnik i teoretyk absolutyzmu.

## Życiorys
Odziedziczył stanowisko w parlamencie paryskim, które piastował poprzednio jego ojciec Renaud Loyseau, słynnego prawnika, którego protegowała Diana de Poitiers i Klaudiusz de Guise. Sześć lat później był urzędnikiem w Sens, następnie był bajlifem Châteaudun, na której to placówce zdecydowanie się wyróżnił. Pewnego razu uszedł z życiem, gdy zawalił się jeden z budynków miasteczka; zdarzenie to uważał za cud. Potem był adwokatem w Paryżu, gdzie zmarł 27 października 1627 roku.
Napisał wiele traktatów, w tym: Offices, Seigneuries, Déguerpissement et délaissement pur hypothèques, Garantie des rentes et abus la justice des villages.
W 1610 napisał Traité des ordres et simples dignités, w której opisywał rozpad społeczeństwa francuskiego na stany i postulował posłuszeństwo królowi.
Jego dzieła zostały opublikowane po raz pierwszy w 1660 (in-folio).